# الأكراد في فنلندا
الكُرد في فنلندا هم الكُرد الذي يعيشون في فنلندا. بلغ عدد متحدثي الكردية في البلاد 13,327 نسمة، أمَّا عدد ذوي الأثنية الكردية فهو على الأرجح أعلى من ذلك.

## لمحة تاريخية
تنحدر أصول بعض الكُرد الفنلنديين من تركيا وإيران، ولكن معظمهم قدِموا من العراق حيث بدأ الكُرد بالوصول من هناك بدءاً من تسعينيات القرن العشرين كلاجئين تحت مظلة المفوضية السامية للأمم المتحدة لشؤون اللاجئين ضمن الحصة التي أخذتها فنلندا. ويمثّل الكُرد غالبية المهاجرين العراقيين في البلاد. وبعد سيطرة داعش على أراضي في كردستان العراق خلال قتاله مع البيشمركة، نظَّم الكُرد الفنلنديون مظاهرات منددة بممارسات التنظيم الإرهابي. ووفقاً لرئيس رابطة الصداقة الفنلندية الكردية فقد غادر بضعة كُرد فنلنديين إلى كل من سوريا والعراق للمشاركة في قتال داعش.

## الثقافة
يتحدث الكُرد الفنلنديون عدة لهجات كردية وأكبرها هي السورانية والكرمنجي. ويُشار إلى أن للهجة الكرمنجي أكبر عدد من المتحدثين عالمياً، إلَّا أن اللهجة السورانية هي أكثر لهجات اللغة الكردية انتشاراً في فنلندا. تُرجح التقديرات وجود أشخاص من ذوي الإثنية الكردية أكثر ممن يتحدث الكردية كلغة أم. فعلى سبيل المثال فإن بعض الكُرد الذين تنحدر أصولهم من تركيا يتحدثون اللغة التركية وليس الكردية. وهناك العديد من المنظمات الكردية المختلفة في فنلندا والعديد منها تربطها علاقات مباشرة أو غير مباشرة مع الأحزاب السياسية في كردستان العراق.
يعتنق جميع الكُرد الفنلنديين تقريباً الدين الإسلامي، وبما أن معظم كُرد فنلندا ينحدرون من كردستان العراق فإن معظمهم ينتمون للطائفة السنية. ولكن الكُرد ليسوا في العادة نشطين دينياً إلى حد كبير كون العديد منهم لديهم خلفيات سياسية يسارية أو علمانية.